# Парковая улица (Петергоф)
Па́рковая улица — улица в Петергофе. Согласно Реестру названий городской среды Санкт-Петербурга, в настоящее время проходит от Алексеевской улицы до улицы Луизино. Является одной из границ исторического района Луизино. Представляет собой одну из нескольких Парковых улиц в пределах Санкт-Петербурга (кроме этого, есть одноимённые улицы в самом Санкт-Петербурге, Пушкине, Сестрорецке и др.).

## История
Улица была проложена в дореволюционное время, получила название Алексеевской в честь наследника престола цесаревича Алексея Николаевича. В то время являлась фактической границей Петергофа. При пересечении улицы и Санкт-Петербургского шоссе находились застава и гауптвахта, неподалёку от которых располагались гараж Его Величества и электростанция. Ещё одна караульня располагалась при пересечении Алексеевской улицы и современной улицы Демьяна Бедного к северу от железной дороги, третья караульня — при пересечении Парковой улицы и дороги от дер. Луизино в Знаменскую колонию (современное название — Красные Зори).
Улица состоит из двух частей, расположенных по разные стороны от железной дороги Санкт-Петербург — Ораниенбаум. 2-го февраля 2009 года положение Парковой улице было уточнено в реестре названий объектов городской среды Санкт-Петербурга: позиция «от Санкт-Петербургского пр. до ул. Луизино» была заменена на «от Алексеевской ул.
до ул. Луизино». В 2013 году началась застройка части улицы к югу от железной дороги. Здесь идёт крупное по меркам Петергофа жилищное строительство.

## Транспорт
Рядом с улицей (по Санкт-Петербургскому проспекту) проходят автобусные маршруты № 103, 162, 200, 201, 210, 278, 348, 359, 360, 401, 636, 653А; маршрутные такси № 401А, 639Б.

## Пересечения
Парковая улица начинается от Алексеевской улицы, к ней примыкает Новая улица. Имеется пересечение с улицей Демьяна Бедного, к Парковой улице примыкает улица Юты Бондаровской.

## Застройка
К северу от железной дороги находятся нежилые дома 1 и 1а (разрушенные здания Императорского гаража и электростанции). К югу от железной дороги — новый жилой район, дома в котором в основном числятся по этой улице.